# John Loewenthal
Joel Wulf John Loewenthal (* 6. November 1885 in Berlin; † 19. September 1930 ebenda) war ein deutscher Sprachwissenschaftler.

## Leben
Löwenthal stammt aus einer Berliner jüdischen Familie. Nach dem Abitur 1905 promovierte er 1913 in Leipzig. In den 1920er Jahren veröffentlichte er eine Vielzahl von philologischen Aufsätzen, auch zu tagespolitischen Fragen.
Er zeigte ein völkisches Verständnis von der Entwicklung der indogermanischen Sprache. So schrieb er 1927 im Zusammenhang mit dem Lachsargument: „Die Germanen […] sind echte Indogermanen. Sie haben als einzige Art und Volkstum rein erhalten und dürften […] von den Weichsel- und Oderquellen her über die dänischen Inseln nach Schonen vordringend, von Schonen aus ihr geschichtliches Werk begonnen haben.“ Gegen andere Vorschläge durchgesetzt hat sich seine Ansicht, dass das Wort Lachs die Bedeutung „der Getupfte“ hat.
Er starb, worauf Fachzeitschriften hinwiesen, 45-jährig.

## Schriften
- Die Religion der Ostalgonkin. Diss. phil. Leipzig 1913, Druck W. & S. Loewenthal, Berlin 1913, Nachdruck Baum, Idstein/Taunus 1992
- mit dem Vornamen Julius (Joel): Thalatta. Untersuchungen zur älteren Geschichte der Indogermanen. In: Wörter und Sachen, Band 10 (1927), S. 140–180. Nachlese ebd. S. 194 f.
- Zum Rathenau-Problem. In: Zeitschrift für Sexualwissenschaft und Sexualpolitik, Band 15 (1927), S. 369–378
- Rasse und Stil. In: Zeitschrift für Sexualwissenschaft und Sexualpolitik, Band 15 (1927), S. 146 ff.
- Wirtschaftsgeschichtliche Parerga, Teil I in: Wörter und Sachen, Band 9 (1926), S. 173–191. Teil II ebd. Band 10 (1927) S. 180–186. Teil III ebd. Band 11 (1928), S. 54–63
- Zur Hakenkreuz-Symbolik. In: Zeitschrift für Sexualwissenschaft und Sexualpolitik, Band 17 (1930) S. 44–50
- Jüdische und unjüdische Mischungen. In: Zeitschrift für Sexualwissenschaft und Sexualpolitik, Band 18 (1931/32), S. 23–29